# Milieu Litsky
Le milieu de Litsky est un milieu de culture servant à cultiver des micro-organismes dans un liquide en laboratoire. Il est principalement utilisé pour détecter la présence de streptocoques et d'entérocoques dans les eaux et les aliments.

## Usage
La principale utilisation de ce milieu nutritif est la confirmation de la présence d’Enterococcus dans des aliments (Microbiologie alimentaire) : en effet, sa composition sélectionne préférentiellement ces souches bactériennes, de manière à mettre en évidence leur contamination sur un produit donné. 

## Composition
- peptone : 20,0 g.
- glucose : 5,0 g.
- azide : 0,2 g.
- éthyl-violet : 0,5 g.
- NaCl : 5,0 g.
- hydrogénophosphate de potassium : 2,7 g.
- dihydrogénophosphate de potassium : 2,7 g.
- pH = 6,8.

## Préparation
Le dosage de produit dans l'eau est de 35,7 g par litre. Il se neutralise par un simple autoclavage classique.

## Lecture
Ce milieu permet l'enrichissement en Entérocoques d'un inoculum de produit alimentaire. Un trouble dans le liquide signale la présence éventuelle de ces bactéries qu'il faudra ensuite confirmer par le test de Litsky, l'isolement et l'identification des colonies.
Il sert aussi au dénombrement des Streptocoques fécaux. C'est un test confirmatif qui se fait à la suite du test présomptif au milieu de Rothe.
La lecture des tubes se fait grâce au trouble apparaissant dans le liquide (auparavant transparent) et à l'éventuelle formation d'une pastille violette.
On peut aussi confirmer la présence de Streptocoques fécaux par le milieu BEA (gélose Bile Esculine Azide).